# Oimjakon

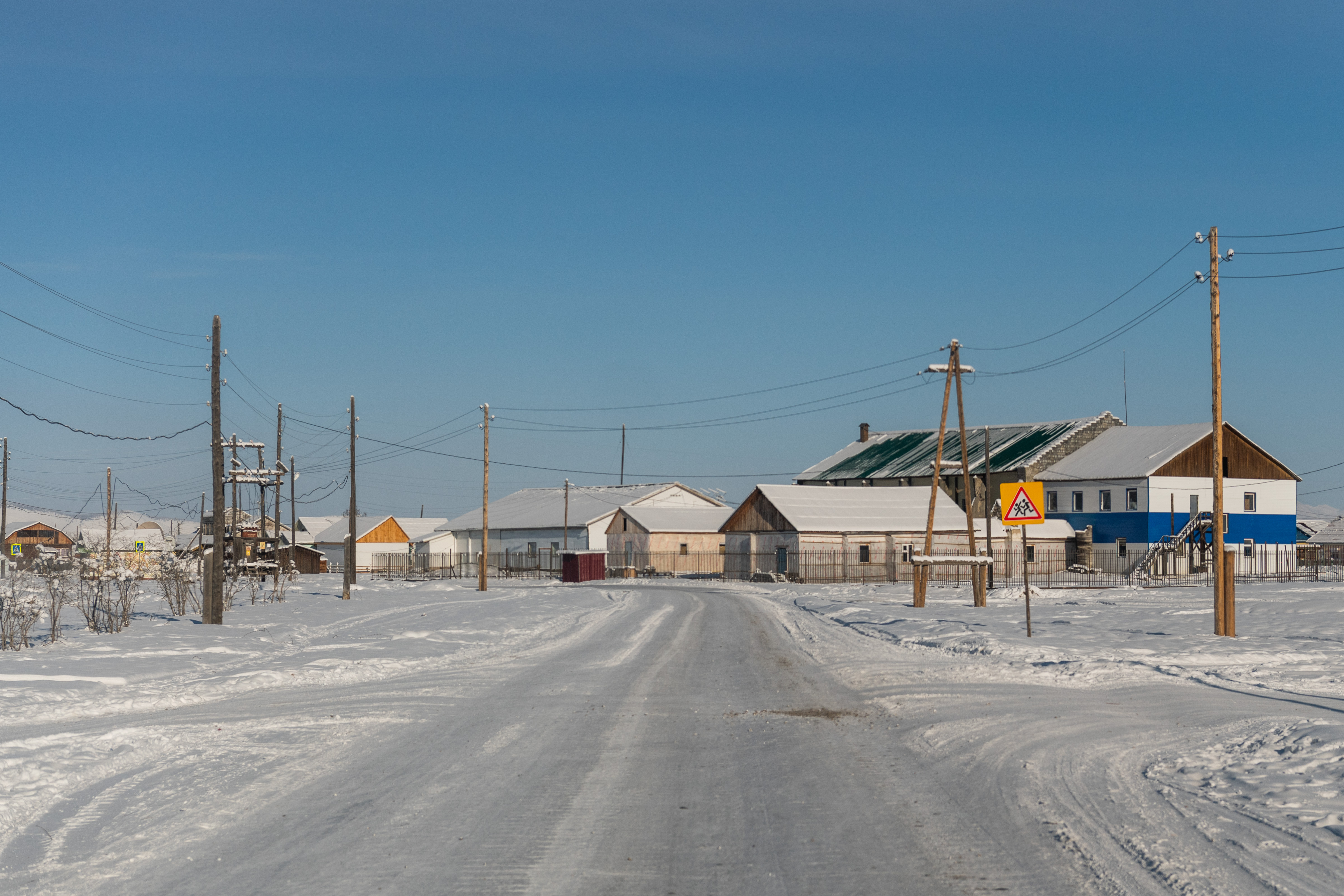
Oimjakon (Februar 2019)

Oimjakon (russisch Оймяко́н, jakutisch Өймөкөөн/Öjmököön) ist ein Dorf (selo) im gleichnamigen Ulus im Osten der Teilrepublik Sacha (Jakutien) im Fernen Osten Russlands. Am 14. Oktober 2010 hatte das Dorf 462 Einwohner. Es gilt neben Werchojansk mit einer Tiefsttemperatur von −67,8 °C als der Kältepol Asiens. Der Name Oimjakon bedeutet in der Sprache der Jakuten so viel wie „heiße Quelle“.

## Geographie
Oimjakon liegt ungefähr 680 km ostnordöstlich der Großstadt Jakutsk im Hochland von Oimjakon im Tal des Flusses Indigirka in etwa 675 m Höhe. Der Ort liegt zwischen dem langgestreckten Werchojansker Gebirge und dem Tscherskigebirge. Die das Hochland nach Süden abschließende Bergkette verhindert den Zufluss wärmerer Luftmassen. 135 Kilometer südwestlich von Oimjakon verläuft die Suntar-Chajata-Gebirgskette mit dem 2959 m hohen Mus Chaja. Westlich setzt sich die Bergkette im Werchojansker Gebirge fort.
Das Dorf Oimjakon gehört zum Oimjakonski ulus und befindet sich 125 km Luftlinie südlich von dessen Verwaltungszentrum Ust-Nera. Es ist Sitz der Landgemeinde (selskoje posselenije) Borogonski 1-j nasleg, zu der außerdem die zwei Dörfer Bereg-Jurdja (5 km östlich, 178 Einwohner) und Chara-Tumul (gut 3 km nordwestlich, 121 Einwohner) gehören. Die Gemeinde hat insgesamt 761 Einwohner (14. Oktober 2010).

## Geschichte
Ein alter Flughafen ist vorhanden; er stammt aus dem Zweiten Weltkrieg und war Teil der ALSIB genannten Route, auf der die Vereinigten Staaten mehrere Tausend Flugzeuge aller Arten über Alaska im Rahmen des Leih- und Pachtgesetzes an die Sowjetunion übergaben. Nach ihrem Abflug in Alaska war eine Reihe von Zwischenstopps nötig, bevor die Flugzeuge letztendlich Europa erreichten. Damit war Oimjakon ein wichtiger Ort für die sowjetische Luftwaffe und es musste stets Flugbenzin in sehr großen Mengen vorhanden sein, um die US-Flugzeuge vollzutanken. Der Flughafen ist de facto nicht mehr in Betrieb.
Ab dessen Gründung am 20. Mai 1931 war Oimjakon Verwaltungssitz des nach ihm benannten Oimjakonski rajon (Ulus). Bei der Volkszählung 1939 hatte der Ort 356 Einwohner. Am 3. Juni 1954 wurde die Rajonverwaltung in das Ende der 1930er-Jahre gegründete und inzwischen bedeutendere Ust-Nera verlegt, das seit 1950 den Status einer Siedlung städtischen Typs besaß.

## Temperaturen

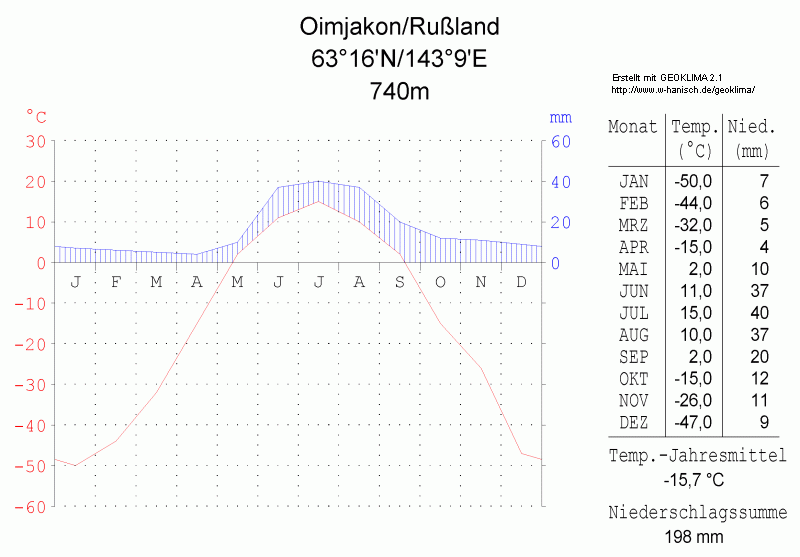
Klimadiagramm von Oimjakon

Obwohl Oimjakon etwa 2900 km vom Nordpol entfernt ist, wurden hier (langjährige Wetterstation im Dorf Tomtor, 30 km südöstlich (63° 16′ N, 143° 12′ O), seit 2004 mit eigener Wetterstation in Oimjakon) die niedrigsten Temperaturen aller bewohnten Gebiete der Erde (Kältepol, siehe Hochland von Oimjakon) gemessen. Die Extremwerte werden unter anderem durch die topographischen Bedingungen in diesem Hochland begünstigt.
Als Tiefsttemperatur werden derzeit −67,8 °C (6. Februar 1933) anerkannt (gleicher Wert wie in Werchojansk). Die am Kältepol-Denkmal in Oimjakon angegebenen −71,2 °C aus dem Jahre 1926 sind nicht anerkannt. Angeblich wurde der Wert nicht gemessen, sondern von einem Akademie-Mitglied hochgerechnet. Im Gebiet um Oimjakon findet man sehr oft stark ausgeprägte Kältehochs.
Die WMO-Indexnummer der Wetterstation lautet 24688. Noch kälter auf der Nordhalbkugel wurde es am 22. Dezember 1991 mit −69,6 °C (Messwert einer automatischen Wetterstation in Grönland).
Demgegenüber kann es im Sommer über +30 °C warm werden, womit also Temperaturdifferenzen von mehr als 100 °C in einem Jahr möglich sind. Am 28. Juli 2010 wurde mit 34,6 °C ein neues Temperaturmaximum gemessen, das 2 °C über dem bisherigen Höchstwert lag.
|                       | Jan   | Feb   | Mär   | Apr   | Mai  | Jun  | Jul  | Aug  | Sep  | Okt   | Nov   | Dez   |   |       |
| Mittl. Tagesmax. (°C) | −41,9 | −35,5 | −21,4 | −4,6  | 8,5  | 19,0 | 21,8 | 18,6 | 9,2  | −10,0 | −31,7 | −41,3 | ⌀ | −9    |
| Mittl. Tagesmin. (°C) | −51,2 | −48,6 | −41,2 | −24,9 | −5,6 | 3,0  | 5,1  | 1,5  | −4,9 | −22,1 | −41,8 | −49,5 | ⌀ | −23,2 |
|                       |       |       |       |       |      |      |      |      |      |       |       |       |   |       |
| Niederschlag (mm)     | 9     | 8     | 5     | 7     | 12   | 31   | 51   | 39   | 22   | 17    | 12    | 10    | Σ | 223   |
|                       |       |       |       |       |      |      |      |      |      |       |       |       |   |       |
| Sonnenstunden (h/d)   | 0,9   | 4,2   | 7,9   | 9,5   | 9,1  | 10,1 | 9,6  | 7,6  | 5,0  | 3,6   | 1,9   | 0,4   | ⌀ | 5,8   |
|                       |       |       |       |       |      |      |      |      |      |       |       |       |   |       |
| Regentage (d)         | 3     | 3     | 1     | 2     | 3    | 7    | 9    | 8    | 5    | 5     | 4     | 3     | Σ | 53    |
|                       |       |       |       |       |      |      |      |      |      |       |       |       |   |       |
| Luftfeuchtigkeit (%)  | 76,0  | 74,0  | 67,0  | 65,0  | 63,0 | 61,0 | 66,0 | 70,0 | 71,0 | 76,0  | 77,0  | 76,0  | ⌀ | 70,2  |

| −51,2 |

| −48,6 |

| −41,2 |

| −24,9 |

| −5,6 |

| 3,0 |

| 5,1 |

| 1,5 |

| −4,9 |

| −22,1 |

| −41,8 |

| −49,5 |

| −51,2 |

| −48,6 |

| −41,2 |

| −24,9 |

| −5,6 |

| 3,0 |

| 5,1 |

| 1,5 |

| −4,9 |

| −22,1 |

| −41,8 |

| −49,5 |

## Bildergalerie

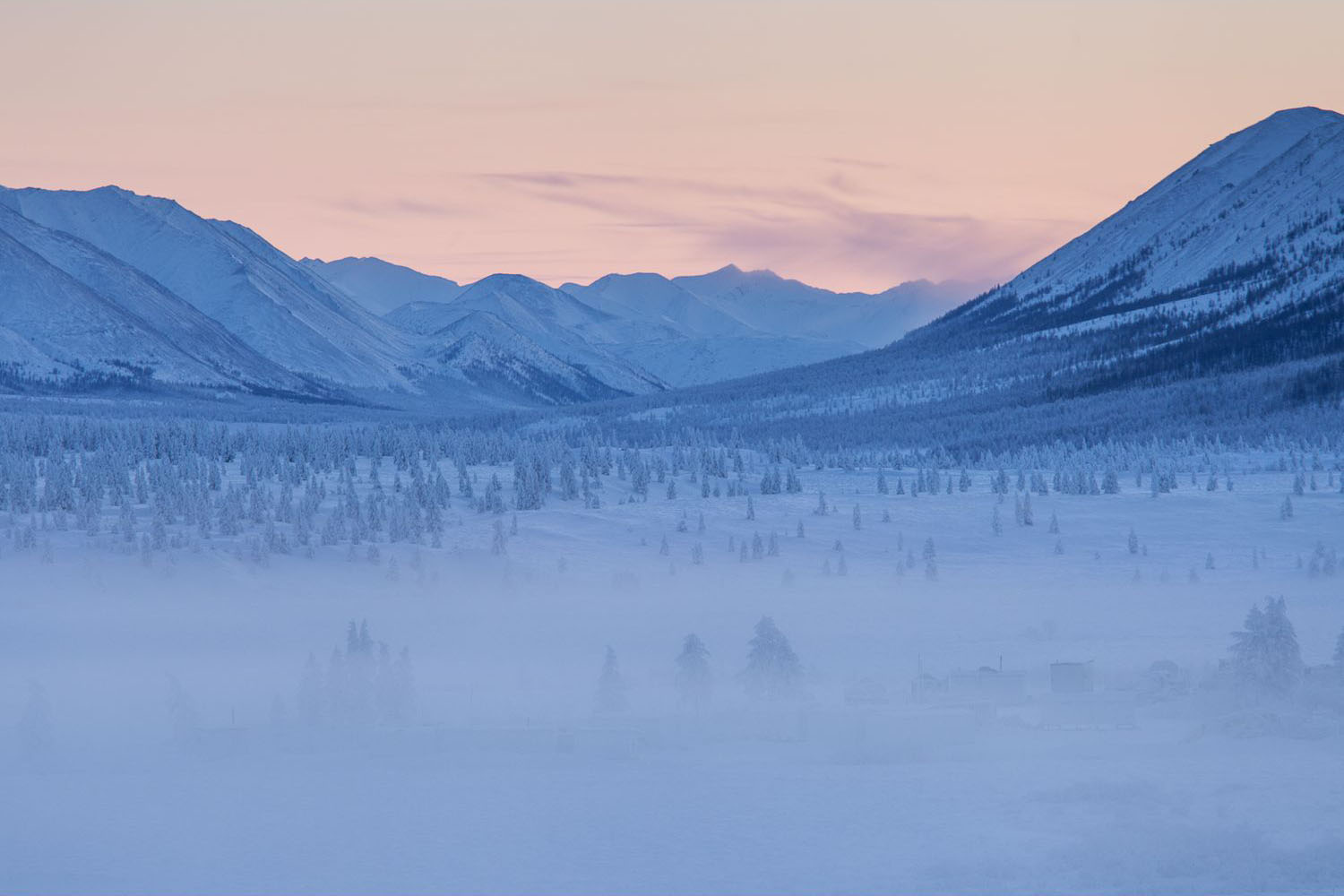
Landschaft bei Oimjakon (Februar 2013)
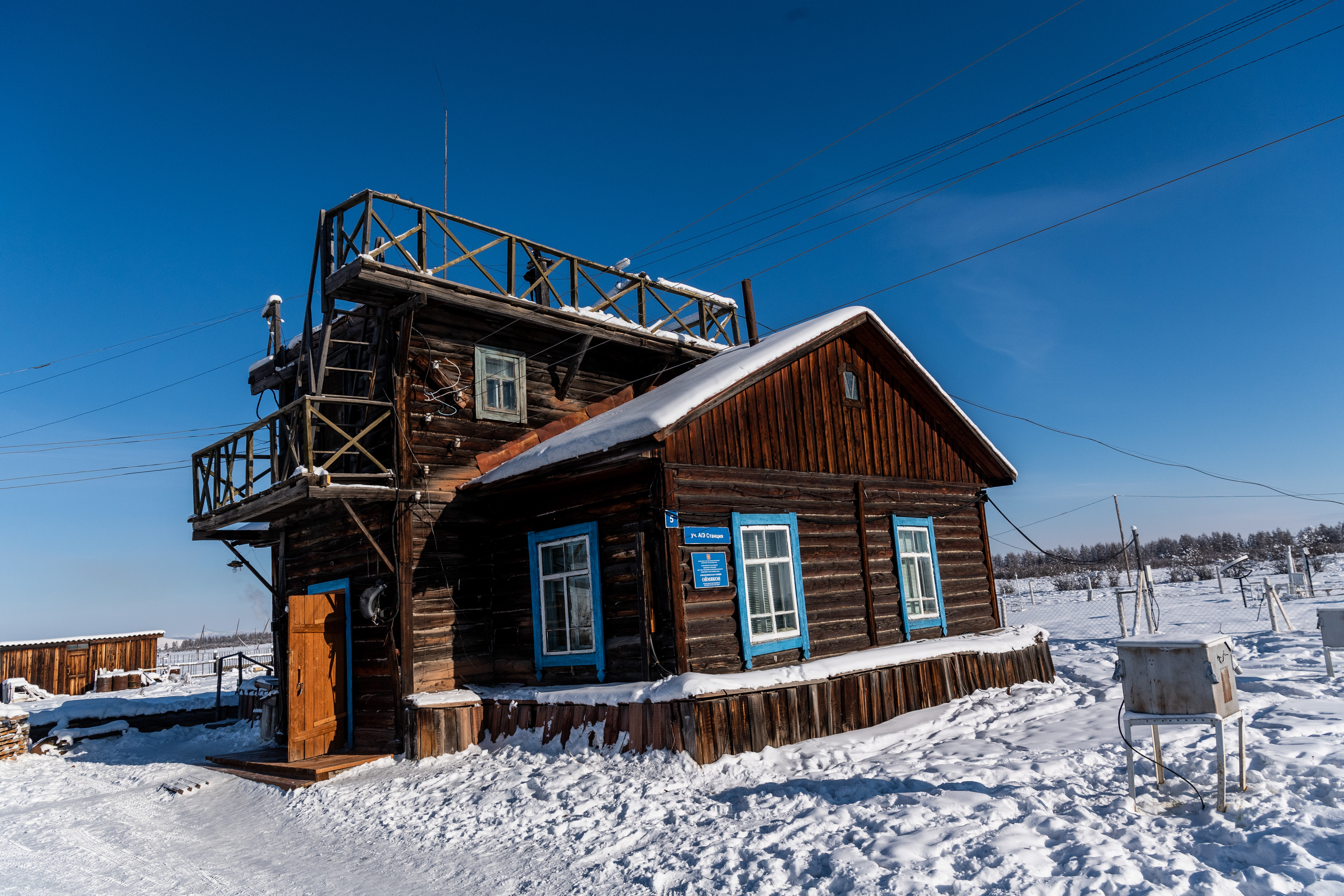
Wetterstation (2019)
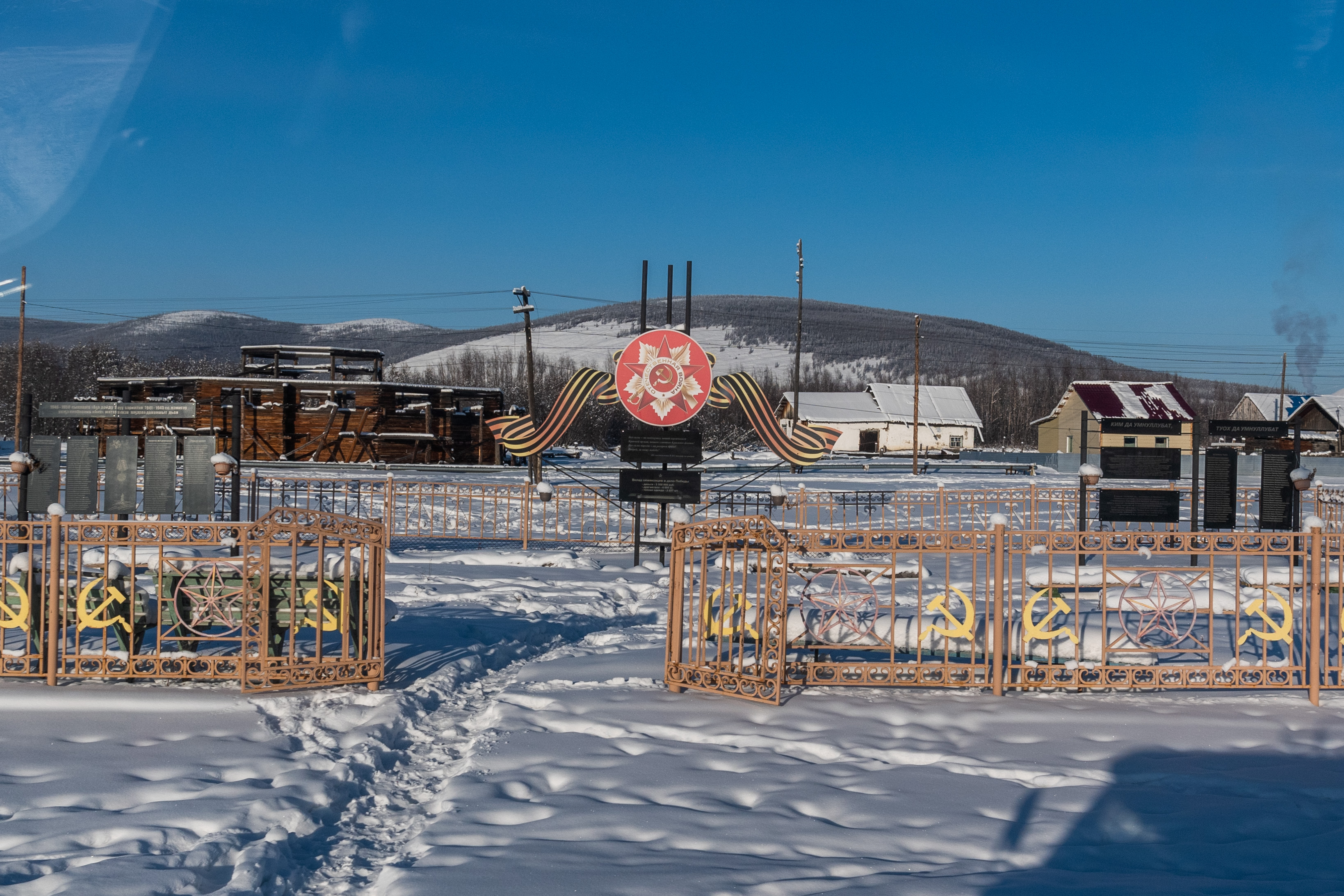
Denkmal (2019)
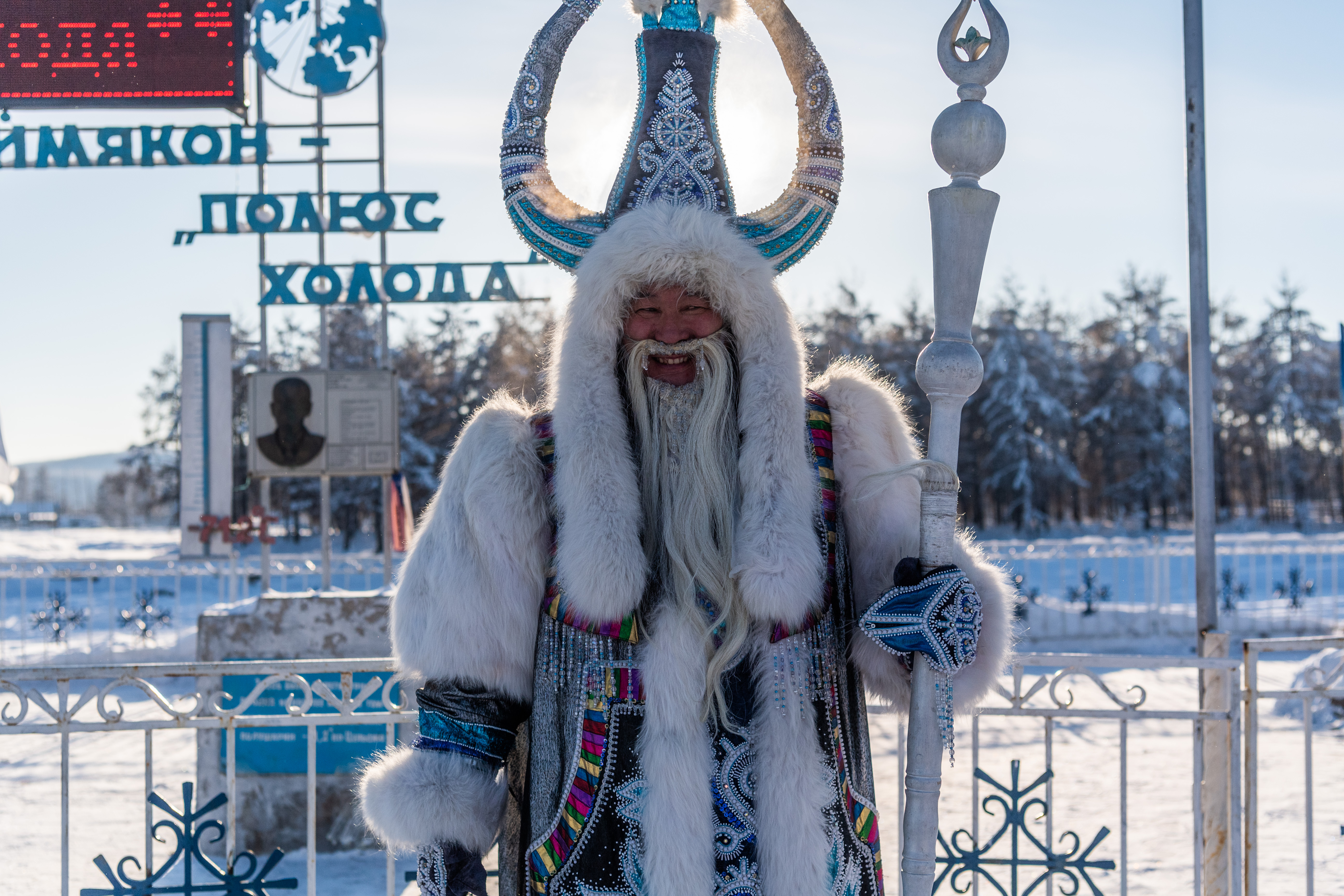
Denkmal (2019)
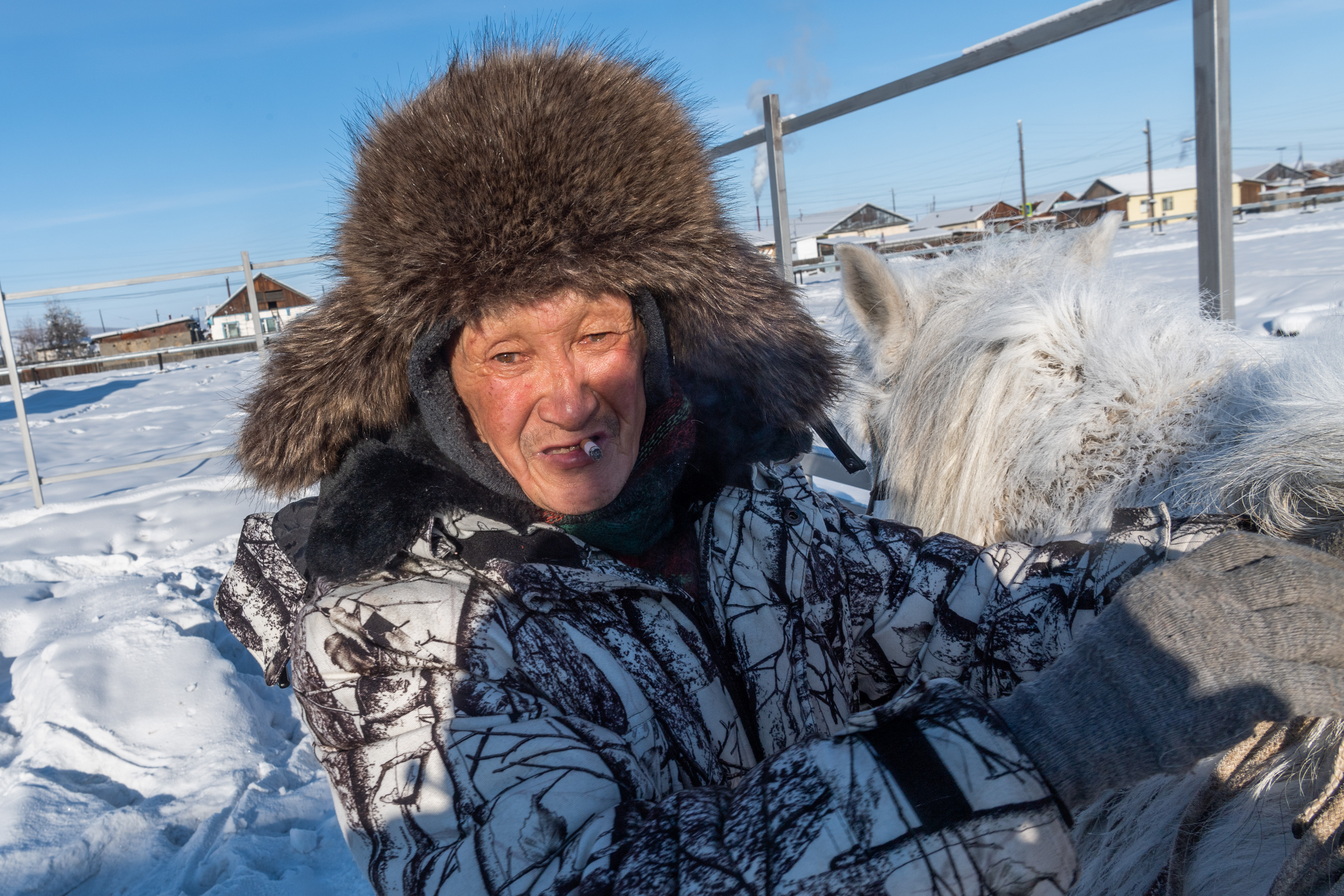
Bewohner von Oimjakon (2019)